# 帕杜拉的嘉都西會修院
帕杜拉的嘉都西會修院（義大利語：Certosa di Padula）是義大利的一座修道院，位於奇倫托和迪亞諾河谷國家公園的端點處，是義大利規模最大的修道院之一，僅次於帕爾馬的修道院。帕杜拉的嘉都西會修院也被聯合國教科文組織列入世界文化遺產。現在修道院建築的歷史達450年以上，修道院的大部分建築為巴洛克式建築。

## 外部連結
- Villaprato （页面存档备份，存于）
- (italian) Photo and informations （页面存档备份，存于）